# او-۲ (کریگس‌مارینه)
او-۲ (به آلمانی: U 2) یک او-بوت نوع ۲آ کریگس‌مارینه در دوره رایش سوم بود.

## ساخت
کار ساخت او-۲ از نوع ۲آ در کارخانه کشتی‌سازی دویچه ورکه در کیل از روز ۱۱ فوریه سال ۱۹۳۵ آغاز و شناور در روز ۱ ژوئیه همان سال به آب انداخته شد.